# PeerJ
PeerJ è un gruppo di riviste scientifiche (chiamate mega-journal) online in lingua inglese riguardanti la chimica, la biologia, la medicina, le scienze della vita e l'informatica. Gli articoli sono sottoposti a revisione paritaria e pubblicati in modalità Open Access.
L'editore è la società omonima, fondata da Jason Hoyt (ex CEO di Mendeley) e dall'editore Peter Binfield (proveniente da PLOS ONE), con un finanziamento da 950.000 dollari da parte della O'Reilly Media e della O'Reilly AlphaTech Ventures. Ufficialmente lanciato a giugno del 2012, ha iniziato ad accettare l'esame di articoli a partire dal 3 dicembre, fino all'uscita del primo numero il 12 febbraio 2013.
La società è membro di CrossRef, CLOCKSS, ORCID e della Open Access Scholarly Publishers Association.
Le sedi si trovano a Corte Madera (in California) e a Londra.

## Modello di business
I contenuti di PeerJ sono gratuitamente disponibili in rete, mentre agli autori è richiesto il pagamento di una commissione (Article processing charge) storicamente più bassa della media di mercato e calcolata forfettariamente per nominativo del ricercatore, anziché per singolo articolo pubblicato.
La società utilizza la piattaforma Amazon Elastic Compute Cloud, unitamente all'interfaccia Amazon S3, servizio di archiviazione permanente dei dati. Il 3 aprile 2013 è stato attivato anche PeerJ Preprints, un servizio alternativo ad arXiv e ai repository istituzionali per la condivisione degli articoli prima della revisione paritaria.

## Storia
Nei primi anni di attività, ai pubblicisti era richiesto il pagamento una tantum di una quota di iscrizione a vita, che attribuiva il diritto di pubblicare articoli su PeerJ, con la previsione di alcuni requisiti aggiuntivi come il commento o la revisione di almeno un titolo ogni anno. I singoli revisori potevano far apparire il proprio nome negli articoli accettati per la pubblicazione. A fronte di tali modalità di pubblicazione e accesso, i fondatori dichiararono di voler mantenere gli standard per la revisione paritaria validi per PLOS ONE.
Ad aprile del 2013 il The Chronicle of Higher Education, settimanale di settore rivolto ai docenti e agli amministrativi delle scuole superiori statunitensi, ha nominato i fondatori di PerJ nella classifica dei primi dieci maggiori innovatori tecnologici dell'anno.

Il 12 settembre, PeerJ ha ricevuto il premio per l'innovazione editoriale da parte dell'Association of Learned and Professional Society Publishers, associazione internazionale senza scopo di lucro degli editori accademici e professionali.
A partire dal 1º ottobre 2016, PeerJ ha deciso di tornare ad un modello più convenzionale, costituito da una commissione per singolo articolo (intorno ai 1.000 dollari). Gli autori sono obbligati a sottoscrivere anche una quota d'iscrizione a vita, che, secondo tre possibili profili di prezzo, attribuisce il diritto a pubblicare da uno a cinque articoli (peer-reviewed) nei dodici mesi successivi. Gli articoli sono rilasciati sotto licenza CC BY, CC0, ovvero Public Domain equivalent.
Il 27 maggio 2015 è uscito il primo numero della rivista informatica PeerJ Computer Science. 

Il 6 novembre 2018 sono state aggiunte ulteriori sei riviste di chimica: PeerJ Physical Chemistry, PeerJ Organic Chemistry, PeerJ Inorganic Chemistry, PeerJ Analytical Chemistry e  PeerJ Materials Science.

## Indicizzazione
PeerJ è indicizzata da Google Scholar, WorldCat.  e PubMed (Europe PubMed Central e PubMed Central). Alcuni record bibliografici sono presenti anche: Science Citation Index Expanded, Scopus, Web of Science, DOAJ, EMBASE, CAB Abstract.

Secondo il Journal Citation Reports, il fattore di impatto nel periodo 2017-2018 è aumentato da 2.118 a 2.353.